# Beethoven (cratère)
Pour les articles homonymes, voir Beethoven (homonymie).
Beethoven est un cratère d'impact présent sur la surface de Mercure.
Le cratère fut ainsi nommé par l'Union astronomique internationale en 1976 en hommage à Ludwig van Beethoven. 
Son diamètre est de 630 km, ce qui fait de lui le troisième plus important cratère de Mercure après Caloris et Rembrandt.
Il a donné son nom à la région de Mercure dans laquelle il se situe (quadrangle H-7).